# Paolo Arcà
Paolo Arcà (Roma (Itàlia), 12 de maig, 1953), es un compositor director artístic italià.

## Biografia
Es va graduar en composició, pianoforte, direcció d'orquestra, música i direcció del Acadèmia Nacional de Santa Cecília de Roma, perfecció en composició a en la mateixa Acadèmia de Roma i a lAccademia Chigiana di Siena. Després de guanyar el primer premi al Concurs Internacional de Composició “France Culture-Musique” d'Avinyó l'any 1982, va iniciar una intensa activitat com a compositor, participant en concerts, crítiques i festivals a Itàlia i a l'estranger. Caracteritzat per una forta vena comunicativa, la seva activitat com a compositor s'adreça sobretot al teatre musical, on va debutar amb l'òpera en un acte Angelica e la luna (Ferrara, 1985) a la qual van seguir cinc òperes més. Va ensenyar composició durant més de 40 anys en diversos conservatoris italians i els darrers 25 al Conservatori Giuseppe Verdi de Milà.

## Òpera
- 1985 Angelica e la luna, Aterforum di Ferrara
- 1989 'Il carillon del Gesuita, Festival di Fermo
- 1990 'Lucius, asinus aureus, Biennal de Münchener de Munic, Cantiere Internazionale d'Arte de Montepulciano; Festes de Frankfurt)
- 1993 Gattabianca, Teatro Filarmonico, Verona
- 1995 Sturm und Drang, canzoni, duetti e musiche pel drama de Klinger, dirigit per Luca Ronconi, Maggio Musicale Fiorentino
- 2019 Ciao Pinocchio, Fondazione Teatro Petruzzelli di Bari

Balletto

- 1993 Valium, coreografia de Luciano Cannito

Música simfònica i de cambra

- 1987–1989 Flores, per clarinet i viola
- 1988 Triplo Concerto, per violino, violoncello, pianoforte e orchestra, Orchestra sinfonica RAI de Roma
- 1991 Il canto di Orlando, per a cor i orquestra, dir. Giuseppe Sinopoli, Accademia Nazionale di Santa Cecilia di Roma
- 1994 Skool, per pianoforte e fiati, Teatro dell'Opera de Roma
- 2001 Dame, zingare, conti e guerriglieri, per a narrador i deu instruments, basat en text de Vittorio Sermonti (Società Aquilana di Concerti)

## Publicacions
- 1983 Guida all'ascolto di Turandot di Giacomo Puccini, Mondadori
- 1985 Guida all'ascolto di La fanciulla del West di Giacomo Puccini, Mondadori

## Direcció artística
- Del 1991 al 1994 va ser Director Artístic de l'Acadèmia Filharmònica Romana.
- Del 1997 al 2003 va ser director artístic del Teatro alla Scala de Milà.[1]
- Del 2000 al 2004 va ser assessor artístic de la Fundació Toscanini de Parma.
- Del 2003 al 2006 va ser Director Artístic del Teatre Carlo Felice de Gènova i del 2005 al 2006 del Teatre Arcimboldi de Milà.
- De març de 2006 a juliol de 2012 va ser Director Artístic del Maggio Musicale Fiorentino.[1]D'octubre de 2012 a desembre de 2014 va ser Director Artístic del Teatro Regio de Parma.
- Des del 2007 és Director Artístic de la Società del Quartetto di Milano[1] i des del 2024 també és Director Artístic del Teatro dell'Opera di Roma.

## Activitat acadèmica
Va ser catedràtic de "Història i mètodes de direcció artístico-musical" a la Facultat de Lletres i Filosofia de la Universitat de Parma. Va ser professor de composició al Conservatori “G.Verdi” de Milà. És un actiu acadèmic de l'Accademia Nazionale di Santa Cecilia i de l'Accademia Filarmonica Roman.